# Shuangdian
Shuangdian är en köping i Kina. Den ligger i provinsen Jiangsu, i den östra delen av landet, omkring 190 kilometer öster om provinshuvudstaden Nanjing. Antalet invånare är 69 728. Befolkningen består av 36 521 kvinnor och 33 207 män. Barn under 15 år utgör 9,0 %, vuxna 15-64 år 70 %, och äldre över 65 år 19,0 %.
Runt Shuangdian är det tätbefolkat, med 762 invånare per kvadratkilometer. Närmaste större samhälle är Baipu, 13,5 km sydväst om Shuangdian. Trakten runt Shuangdian består till största delen av jordbruksmark.
Genomsnittlig årsnederbörd är 1 284 millimeter. Den regnigaste månaden är juli, med i genomsnitt 239 mm nederbörd, och den torraste är januari, med 34 mm nederbörd.